# Liza Willert
Elizabeth Margot Schreiber Castañón (Ciudad de México; 1 de febrero de 1939 - Ibídem; 10 de julio de 2009), conocida como Liza Willert, fue una actriz mexicana de televisión, cine, teatro y doblaje. Es madre de la también actriz de doblaje Gaby Willer. Inició en el doblaje en los años 1960.

## Filmografía

### Actuaciones en televisión

#### Programas de humor
- Mamá de Carlos Espejel en La Familia Peluche: "Niños de oro" (2007)
- Voz de actriz del Cine en La Familia Peluche: "Vamos al cine" (2007)
- Voz en avión en La Familia Peluche: "Perdidos" (2007)
- Voz de operadora en Vecinos: "El amor de Magda" (2007)
- Dama en Vecinos: "Noche de Halloween" (2005)
- Delegada en Vecinos: "La pintura del edificio" (2005)
- Sra. Abstinencia en Hospital El Paisa: "El Señor de los suelos" (2004)

#### Telenovelas
- La rosa de Guadalupe (2008)
- Mujer, casos de la vida real (2000-2006)
  - Entre hermanas: Los vuelcos de la vida (2006)
  - Entre hermanas: Lazos de sangre (2006)
  - Entre hermanas: Vértigo (2006)
  - En campaña (2004)
  - Amor altruista (2003)
  - Escándalo (2003)
  - Después del miedo (2003)
  - A pesar del tiempo (2003)
  - El infundio (2002)
  - Anuncio clasificado (2002)
  - Distinta fe (2002)
  - La red (2001)
  - El espejismo del norte (2001)
  - Los malditos (2000)
  - Paloma herida (2000)
- Cidronia en Alma de hierro (2008)
- Directora del Sanatorio en Al diablo con los guapos (2007)
- Rebeca Robles en La madrastra (2005)
- Piel de otoño (2005)[1]
- Enfermera de Carla en Rubí (2004)
- Juanita López en Mariana de la noche (2003-2004)
- Luisa en Tu historia de amor (2003)
- Catalina Rodríguez en Clase 406 (2002-2003)
- Casera en Las vías del amor (2002)
- Clementina en Abrázame muy fuerte (2000-2001)
- Roxana en Por tu amor (1999)
- Georgina en Rosalinda (1999)
- Sra. Gilbert en La mentira (1998)
- Profesora Torres en Sin ti (1997-1998)
- Dra. Abasolo en Camila (1998-1999)
- Sra. Soriano en El secreto de Alejandra (1997-1998)
- Carlota en Cañaveral de pasiones (1996)
- Enfermera de Cándida en Rosa salvaje (1987)
- Regina en Gabriel y Gabriela (1982)
- Gudelia en Quiéreme siempre (1982)
- Matilde en Cancionera (1980)

### Actuaciones de cine
- La muerte acecha (1993)
- Tú puedes, si quieres (1992)
- Traición (1992)
- Tengo que matarlos (1991)
- Jóvenes perversos (1991)
- Mi compadre Capulina (1989)
- El Narco (1985)
- ¡Pum! (1981)
- Guyana, el crimen del siglo (1979)
- Volver, Volver, Volver (1977)
- Las Poquianchis (1976)
- El albañil (1975)
- Uno para la horca (1974)
- El juez de la soga (1973)

### Doblaje

#### Películas de imagen real
Vanessa Redgrave
- Valerie en Venus (2006)
- Nívea del Valle en La casa de los espíritus (1993)

Holland Taylor
- Abuela en Mini Espías 3-D (2003)
- Abuela en Mini Espías 2: La Isla de los sueños perdidos (2002)

Cher
- Dra. Beth Thompson en Si las paredes hablaran (1996)
- Alexandra Medford en Las brujas de Eastwick (1987)

Maggie Smith
- Madre Superiora en Cambio de hábito (1992)
- Abuela Wendy en Hook: El regreso del capitán Garfio (1991)

Joan Plowright
- Sophie en Yo soy David (2003)
- Jeanne Vertefeuille en Aldrich Ames: Doble agente (1998)

Bette Midler
- Dixie Leonard en Por los Muchachos (1991)
- Winifred Sanderson (redoblaje) en Abracadabra (1993)
- Brenda Cushman en El club de las divorciadas (1996)
- Mona Dearly en ¿Quién no mató a mona? (2000)

Otros
- Abuela en Wendy Wu: La chica Kung-Fu (2006)
- Bernarda la vaca en La telaraña de Charlotte (2006)
- Sra. Burden en Todos los hombres del Rey (2006)
- Madre de Kate en La casa del lago (2006)
- Martha Kent en Superman regresa (2006)
- Lola Durán en The Cheetah Girls 2 (2006)
- Jueza Claire Whittaker en Un papá con pocas pulgas (2006)
- Sra. Bedwin en Oliver Twist (2005)
- Madame Yuvline Sousatzka en Madame Sousatzka (2005)
- Madre de Joel en Eterno resplandor de una mente sin recuerdos (2004)
- Abuela de Mum en El ojo (2004)
- Bev Rink en Si tuviera 30 (2004)
- Vivian Percy en La aldea (2004)
- Emma Williams en La maldición (2004)
- Sandra Bloom en El gran pez (2004)
- Reina Victoria (Kathy Bates) en La vuelta al mundo en 80 días (2004)
- Allie Calhoun en Diario de una pasión (2004)
- Jocelyn Dashwood en Lo que una chica quiere (2003)
- Paula en Muero por ti (2003)
- Katherine Mannion en Milagros caninos (2003)
- Tía Millicent en Peter Pan (2003)
- Aurelia Plath en Sylvia (2003)
- Amanda Armstrong en La sonrisa de Mona Lisa (2003)
- Sally Weston en Volando alto (2003)
- Sra. Ryan en Un perro de otro mundo (2003)
- Oráculo en Matrix recargado (2003)
- Oráculo en Matrix revoluciones (2003)
- Sra. Watchett en La máquina del tiempo (2003)
- Mamá de Bosley en Los Ángeles de Charlie: Al límite (2003)
- Olivia Robidoux en Hollywood: departamento de homicidios (2003)
- Esmeralda Núñez en Las desapariciones (2003)
- Madre de Álex en El despertar el miedo (2003)
- Patti LoPresti en Analízate (2002)
- Vera en La cosa más dulce (2002)
- Voz Adicional en Confesiones de una mente peligrosa (2002)
- Madame Pomfrey en Harry Potter y la cámara secreta (2002)
- Recepcionista en Insólito destino (2002)
- Jane McPherson en Medio muerto (2002)
- Tía Ruby en Juwanna Mann (2002)
- Alcaldesa Kate Hennings en No me olvides (2002)
- Bárbara Ramsey en Daño colateral (2002)
- Tommy Cotter en Death to Smoochy (2002)
- Mae Tuck en Eterna juventud (2002)
- Nancy Ryan en La casa de cristal (2001)
- Dottie en Experta en bodas (2001)
- Maggie Winchester en Bebés traviesos (2001)
- Sra. Collignon en Amélie (2001)
- La Reina en Pulgarcito (2001)
- Comandante Helena Braddock en Fantasmas de marte (2001)
- Ministro de segundas nupcias en Las estafadoras (2001)
- Hortensia en Cocinando la vida (2001)
- Serafina en Las mujeres arriba (2000)
- Hermana Andrea en Los ríos de color púrpura (2000)
- Peggy Owens en Todo sobre Adam (2000)
- Hattie Mae Pierce (Big Mamma) en Mi abuela es un peligro (2000)
- Doña Alfonsa en Espíritu salvaje (2000)
- Mona Dearly en ¿Quien no mató a Mona? (2000)
- Tía Fanny en Cambio de papeles (1999)
- Sra. Dolores Bickerman en Cocodrilo (1999)
- Anne en Volando por amor (1999)
- Detective Margie Francis en El día final (1999)
- Maggie Hale en Escuadrón policíaco (1999)
- Abuela Rose en En la cima de la felicidad (1999)
- Diane en Gloria (1999)
- Bárbara Gilcrest en Inocencia interrumpida (1999)
- Sra. Maris en Junto a ti (1999)
- Elaine Connelly (Eve Brent) en Milagros inesperados (1999)
- Alcaldesa Amanda Branson en Vampiros (1999)
- Senadora Michaelson en 8mm (1999)
- Detevtive Vera Cruz (Pam Grier) en Bromas que matan (1999)
- Madre de Lana en Los muchachos no lloran (1999)
- Ruby en Criaturas salvajes (1999)
- Disco Dottie en Estudio 54 (1998)
- Emily Reynolds en Enemigo público (1998)
- Jeanne Shulman en El gran golpe (1998)
- Abuela Greenfield en La gran aventura de Barney (1998)
- Tía Frances 'Fran' Owens en Hechizo de amor (1998)
- Tanya en Juegos, trampas y dos armas humeantes (1998)
- Marva Kulp en Juego de gemelas (1998)
- Carol Richmond en Mi cita con la hija del presidente (1998)
- Margaret en Suerte de perro (1998)
- Birdie Conrad en Tienes un e-mail (1998)
- Madame Leroux en El violín rojo (1998)
- Anne en Volando por el amor (1998)
- La Reina Isabel en Shakespeare apasionado (1998)
- Sra. Jackson en Papas fritas (1998)
- Vanessa Brooks en Blade: Cazador de vampiros (1998)
- Tía Ruth en Bailando en la luna (1997)
- Isabel Wallace en La boda de mi mejor amigo (1997)
- Alice Angelo en La casa de Angelo (1997)
- Beatrice Templeton en Fotografiando hadas (1997)
- Beverly Kimble en La guerra por un troyano (1997)
- Beatrice Stanhope en George de la selva (1997)
- Senadora Lillian DeHaven en Hasta el límite (1997)
- Capitán Deladier en Invastión (1997)
- Alice Baring en Secreto de sangre (1997)
- Debbie Salt en Scream 2 (1997)
- Mary Foster en Traído por el mar (1997)
- Helen en Volcano (1997)
- Joe en Un hada muy especial (1997)
- Brenda Crushman en El club de las divorciadas (1996)
- Hannah Ferguson en Comenzando de nuevo (1996)
- Aurora Greenway/Narradora en La fuerza del cariño (1996)
- Actriz Reina en Hamlet (1996)
- Chantal Moreau en Máximo riesgo (1996)
- Sra. Allworthy en Moll Flanders (1996)
- Laurel Ayres en El socio (1996)
- Abuela Beatriz en Rostro de ángel (1996)
- Narradora en Michael Collins (1996)
- Pansy Milbank en Michael: Tan sólo un ángel (1996)
- Margaretta D'Arcy en Lo más crudo del crudo invierno (1995)
- Dolores Clairborne en Ecplipse total (1995)
- Sra. Collins en Jurado por error (1995)
- Lucy en Olvídate de París (1995)
- Sylvie Morrow en Luz de luna (1995)
- Sheila Walker en Plegaria de una madre (1995)
- Sra. Jannings en Sensatez y sentimiento (1995)
- Glady Joe Cleary en Recuerdos de amores pasados (1995)
- Marian Dockridge en El reino de las tinieblas (1995)
- Maize Covington en Lily in Winter (1994)
- Corina Washington en Corina, Corina (1994)
- Terry en Acoso sexual (1994)
- Catalina de Medici en Nostradamus (1994)
- Hannah en Mujercitas (1994)
- María en La promesa rota (1994)
- Sra. Kennsinger en Malice (1993)
- Las Locas Aventuras de Robin Hood (1993)
- Reggie Delesseps en La mitad siniestra (1993)
- Molly Kay en Un horizonte lejano (1992)
- Abigail Craven/Dra. Greta Pinder-Schloss en Los locos Addams (1991)
- Ruth Fine en El precio del amor (1990)
- Sra. Fisher en La Diabla (1989)
- Madame de Volanges en Valmont (1989)
- Anita Hogarth en Tío Buck al rescate (1989)
- Bette Tremont en Papá (1989)
- Sue Charlton en Cocodrilo Dundee II (1988)
- Marquesa Isabelle de Merteuil en Relaciones peligrosas (1988)
- Henrietta Knowby/Monstruo en Despertar del diablo II (1987)
- Dra. Elizabeth Simms en Pesadilla en la calle del infierno 3: Los guerreros del sueño (1987)
- Lacy Warfield en Superman 4: En busca de la paz (1987)
- Tía Entity en Mad Max 3 (1985)
- Cheryl Walsh en Pesadilla en la calle del infierno 2: La venganza de Freddy (1985)
- Profesora (Lin Shaye) en Pesadilla en la calle del infierno (1984)
- Bibliotecaria en Los cazafantasmas (1984)
- Augra en El cristal encantado (1982)
- Betty Callahan en El relojero (1974)
- Agnes en Butch Cassidy & Sundance Kid (1969)
- Nanette Streicherova en Beethoven, Amada Inmortal
- Olga Leiner en Un destello en la obscuridad
- Sra. Dilber en Un cuento de Navidad (1984)
- Sara Stevens en Las damas y el vagabundo
- Maggie Winchester en Bebés traviesos
- Sra. Stikler en Eloise en el Plaza
- Señora Crabby (Kaye Ballard) en The Million Dollar Kid: Una familia con suerte (2000)

### Series de televisión
- Miriam en ICarly
- Emily Gilmore en Gilmore Girls
- Cece Van der Woodsen en Gossip Girl (2007-2009)
- Phyllis Van de Kamp en Esposas Desesperadas (2005-2007)
- Madre Francine en Revelaciones (2005)
- Evelyn Harper en Dos Hombres y Medio (2003-2007)
- Bridgette Crosby, Rachel Dunleavy y Betty Fordman en Smallville (2001-2004)
- Andell Willkerson en Los Líos de los Parker (1999-2004)
- Livia Soprano en Los Sopranos (1999-2000)
- Varias Voces en Ley Marcial (1998-2001)
- Kitty Montgomery en Dharma & Greg (1997-2002)
- Helen "Nana" en De repente Susan (1996-2000)
- Marie Barone en Todos Quieren a Raymond (1996-2005)
- Marigold y Malvada Bruja en Sabrina, la Bruja Adolescente (1996)
- Varias Voces en Moesha (1996)
- Tess en El Toque de un Ángel (1994-2003)
- Sonia Lamour en El Príncipe del Rap (1993)
- Norma Arnold en Los Años Maravillosos (1988-1993)
- Directora de Bryan, Jodie, Betty y Secretaria en ALF (1987-1990)
- Julia Sugarbaker en Diseño Femenino (1986-1993)
- Varias Voces en Miami Vice (1984)
- Thelma "Mama" Crowley Harper en La Familia de Mamá (1983-1990)
- Krystle Carrington en Dinastía (1981-1989)
- Della Street en Perry Mason (1957-1966)

### Series animadas
- Abuela en Caillou (2000)
- Violet Stimpleton en Rocket Power (1999-2004)
- Talía en Hércules (serie de televisión de 1998) (1998-1999)
- Tía Polaina en Rolie Polie Olie (1998)
- Emperatriz en El Mago de la Montaña (1998)
- Mamá en La Vaca y el Pollito (1997-2001)
- Madre de Dexter en El Laboratorio de Dexter (1996-2003)
- Madame Web y Anastasia Hardy (3 Caps.) en Spider-Man (1996-1998)
- Rebecca Madison en El Fantasma 2040 (1994)
- Abuela en La Familia Addams (1992-1995)
- Tía Miriam en Rugrats (1991)
- Madre del Desastre en Qué Desastre (1990)
- Reina Celeste en Babar (1989-1991)
- Dra. Tyler en Robocop (1988)
- Terry en Dinoplativolos (1987)
- Flo Shumway en ALF: La Serie Animada (1987-1989)
- Reina Marlena en He-Man y los Amos del Universo (1983-1985)
- Mrs. Portillo en Manny a la obra
- Cañón huesos (mujer) sueños

### Películas animadas
Miranda Richardson
- Sra. Tweedy en Pollitos en fuga (2000)

Otros papeles
- Madrastra en Cenicienta III (2007)
- Candie en Holidaze: The Christmas That Almost Didn't Happen (2006)
- Joan Rivers en Shrek 2 (2004)
- Turaga Nokama en Bionicle: Máscara de la Luz (2003)
- Madrastra en Cenicienta II (2002)
- Miembro del Consejo en Final Fantasy: Espíritus Entre Nosotros (2001)
- Reina en Blancanieves y los Siete Enanitos (2001)
- Raquel en José, el rey de los sueños (2000)
- Madre de Terk en Tarzán (1999)
- Reina en Hormiguitaz (1998)
- Reina en El Príncipe de Egipto (1998)
- Madrastra en La Cenicienta (1997)
- Tía Pristina Gordis en Tom y Jerry: la película
- Ultra Sónico en Los Supersónicos conocen a los Picapiedras
- Tía Agnes El deseo de Annabelle
- Lady Agonysla en En busca de Santa

### Series de anime
- Madre de Ponygon en Zatch Bell (2006)
- Prfra. de lectura en Mirmo Zibang! (2005)
- Nora en Astroboy (2004)
- Héroe Elemental Truco Explosivo (un episodio) en Yu-Gi-Oh! GX (2004)
- Flor carnívora en Magical Doremi (2001)
- Madre de Jinenji en Inuyasha (2000)
- Madre de Yolei en Digimon 02 (2000)
- Maria Murdock/Sally en Cowboy Bebop (2000)
- Anciana de las Arenas en Kitaro (1999)
- Abuela de Asuka en Neon Genesis Evangelion (1998)
- Voces Adicionales en Blue Seed (1997)
- Esposa de Anzai en Slam Dunk (1996)
- Kaolinet y Varios Personajes en Sailor Moon (1995-1997)
- Dra. Kureha en One Piece

### Películas de anime (OVAS)
- Madre en Cannon Fodder (2005)
- Computadora #3 en Ghost in the Shell (2000)
- Señora Badiyanu en Sailor Moon Super S, la película (1996)
- Narradora en Almendrita (1980)

### Videojuegos
- Reina Locust en Gears of War 2 (2008)
- Theresa en Fable II (2008)
- Reina Locust en Gears of War (2006)

### Telenovelas brasileñas
Angela Vieira:
- Celina en Cobras y Lagartos (2006)
- Gisela en Señora del destino (2004-2005)
- Velma en Aquarela de Brasil (2000)
- Janete en Terra Nostra (1999)

Arlete Salles:
- Zenilda en Sabor de la Pasión (2002-2003)
- Augusta Eugênia en Puerto de los Milagros (2001)
- Pepa en La Mestiza (1979)
- Germana en La Sucesora (1978-1979)

Nicette Bruno:
- Julieta en Siete Pecados (2007-2008)
- Ofelia en Alma gemela (2005-2006)

Fernanda Montenegro:
- Bia en Bellísima (2005-2006)
- Luiza en Terra Esperanza (2002-2003)

Otros
- Margot en Chocolate con pimienta (Rosamaria Murtinho)(2003-2004)
- Perola en Mujeres apasionadas (Elisa Lucinda)(2003)
- Odette en El clon (Mara Manzan)(2001-2002)
- Balbina en Niña moza (Rosa Marya Colin)(2006)

### Directora de doblaje
- 8mm (Película, 1999)
- Ley Marcial (serie de televisión, 1998-2003)
- El Toque de un Ángel (serie de televisión, 1994-2003)